# Paraglossa

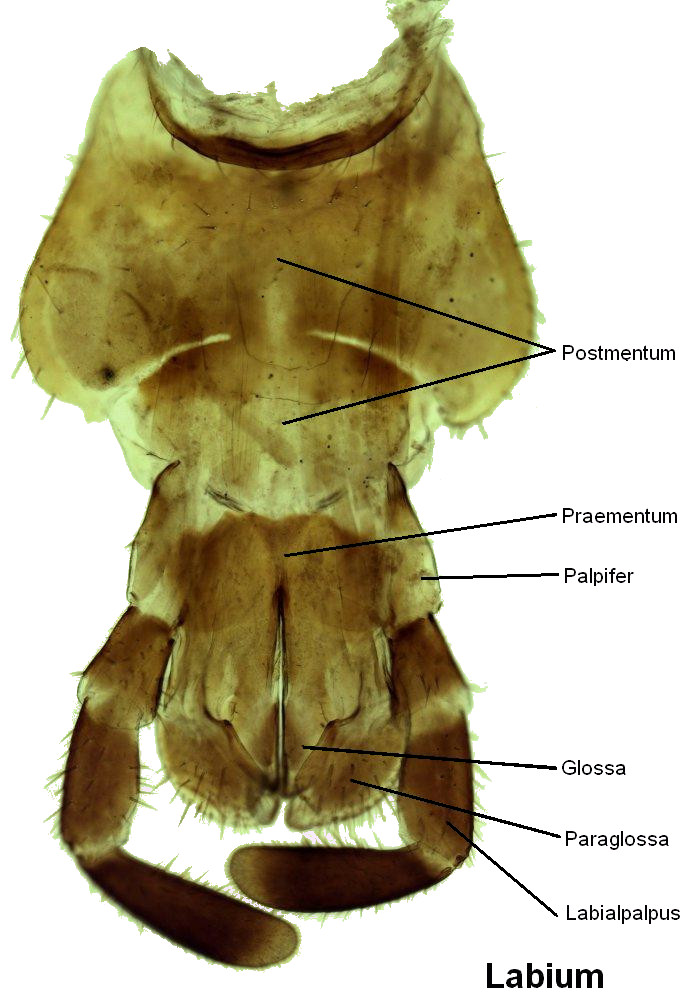
Labium der Amerikanischen Großschabe (Periplaneta americana) mit Beschriftung der einzelnen Teile

Die Paraglossa (griech. glossa‚ Zunge‘; Plural Paraglossae) ist die äußere der beiden Anhänge am Prämentum des Labiums der Insekten. Sie entspricht damit der Galea der Maxille, während der innere Anhang als Glossa bezeichnet wird und der Lacinia entspricht.
Bei einigen Insekten sind die Mundwerkzeuge zu stechend-saugenden oder saugenden Mundwerkzeugen umgebildet, wobei auch die Paraglossae spezialisiert oder fehlend sein können. Insbesondere bei den Bienen sind die Glossae stark verlängert und liegen im basalen Bereich in einer Scheide, die von den Paraglossae gebildet wird.

## Belege
1. 1 2  
Lacinia. In: Herder-Lexikon der Biologie. Spektrum Akademischer Verlag, Heidelberg 2003, ISBN 3-8274-0354-5.
2. ↑  
Gerhard Seifert: Entomologisches Praktikum. Georg Thieme Verlag, Stuttgart 1975, ISBN 3-13-455002-4, S. 266.
3. ↑  
Willi Hennig: Wirbellose II. 5. Auflage. Gustav Fischer Verlag, Jena 1994, ISBN 3-334-60936-7, S. 198–199, 224, 230, 237.